# Chór Nowodworski
Chór Nowodworski – instytucja działająca przy I Liceum Ogólnokształcącym im. Bartłomieja Nowodworskiego w Krakowie, szkole o najdłuższej tradycji spośród wszystkich polskich świeckich szkół średnich. Znany jest z tej racji również jako Chór I LO w Krakowie. Dyrygentem od września 1992 jest Ryszard Źróbek; przejął on kierownictwo z rąk Zbigniewa Toffla. Zespół posiada jednolite stroje. Dla dziewcząt są to długie czarne sukienki przepasane w talii, a dla chłopców czarne garnitury, biała koszula i niebieski krawat. Znakiem rozpoznawczym są niegdyś białe, teraz biało-niebieskie szale, zakładane przez chórzystki na suknie. Co roku do zespołu przyjmowani są uczniowie klas pierwszych. Chór zrzesza ok. 100 młodych śpiewaków, w ciągu roku szkolnego daje ok. 30 mniejszych i większych koncertów. W repertuarze chóru znajduje się muzyka z różnych epok, różnych stylów muzycznych: utwory sakralne, pieśni patriotyczne, ludowe, gospel oraz muzyka popularna.

## Historia i kontakty zagraniczne
Chór pod przewodnictwem Ryszarda Źróbka wystąpił podczas uroczystości nadania honorowego obywatelstwa Stołecznego Królewskiego Miasta Krakowa Wisławie Szymborskiej, Stanisławowi Lemowi oraz Normanowi Daviesowi, a także podczas wręczenia medalu Cracoviae Merenti w Urzędzie Miasta Krakowa. Regularnie występuje na uroczystościach organizowanych przez Towarzystwo Opieki nad Majdankiem, Związek Więźniów Okresu Stalinowskiego oraz Rodziny Katyńskie. Chór dał też koncert podczas uroczystości organizowanych przez Muzeum Armii Krajowej oraz Państwowe Muzeum Auschwitz-Birkenau.
W 1994 r. 120-osobowy Chór I LO wystąpił na koncercie w ramach obchodów 1200-lecia Frankfurtu n. Menem. Koncert odbył się w jednej z najważniejszych sal Koncertowych Europy – Alte Oper, a chórzyści oprócz utworów a cappella zaprezentowali utwory Haendla, Moniuszki, Hoffmana wraz z orkiestrą Gimnazjum Karl-Schurz Schule z Frankfurtu. Między tą szkołą a I LO utrzymywane są partnerskie stosunki. W 1988 jej orkiestra symfoniczna brała udział w obchodach jubileuszu 400-lecia Nowodworka, występując wraz z chórem w auli szkolnej oraz w Filharmonii Krakowskiej, zaś Chór Nowodworski wystąpił w Alte Oper wraz z orkiestrą Karl-Shurz-Schule w 1998 roku podczas rewizyty oraz w  2001 roku podczas obchodów 100-lecia Karl-Schurz Schule. Po kilku latach przerwy, współpraca została odnowiona w 2005 r. Wtedy Chór na zaproszenie Towarzystwa Przyjaciół Kraków-Frankfurt n. Menem wykonał we Frankfurcie tradycyjne pieśni bożonarodzeniowe. Od tej pory chóry prowadzą regularną wymianę. 
W latach 1996–2003 prowadzono partnerską współpracę z Detmolter Jugendorchster z Detmold w Niemczech. Owocem jej były koncerty w Detmold w latach 1997, 1999, 2001 oraz 2003, koncerty w Krakowie: w kościele św. Piotra i Pawła w 1996 oraz w Filharmonii w 1998, 2000 i 2002 r.
W 1999 zespół odbył swą najdalszą podróż, udając się do Japonii. Wystąpił tam na festiwalu „August in Hiroshima” wspólnie ze Stevie Wonderem. Koncert transmitowany był przez satelitę do wielu krajów świata. Zorganizowały go miasto Hiroszima, UNESCO oraz telewizja HNK; na żywo wysłuchało go ponad 4000 osób. Od tamtej pory utrzymywane są kontakty Chóru Nowodworskiego ze środowiskiem kulturalnym Japonii, ostatnia wizyta chóru japońskiego w I LO odbyła się w II 2006. 
W 2007 r. w Filharmonii Krakowskiej odbył się koncert Chóru Nowodworskiego oraz Germantown Academy Singing Patriots, chóru z najstarszej szkoły w USA, mieszczącej się w Filadelfii. Amerykański Chór przebywał w Polsce na koncertach, wystąpił też w podwarszawskim pałacu w Wilanowie oraz bazylice Mariackiej w Krakowie. W kwietniu 2009 Chór Nowodworski koncertował wspólnie z Singing Patriots na terenie USA. Dał kilka koncertów, m.in. w auli szkolnej Germantown Academy i w Shrine of Our Lady of Czestochowa – sanktuarium Matki Boskiej Częstochowskiej w Doylestown w Pensylwanii. Słuchaczami byli Polacy mieszkający na stałe w Stanach Zjednoczonych.
Prowadzona jest też regularna współpraca chóralno-uczniowska z Liceo Scientifico dal Piaz w Feltre k. Wenecji. Rokrocznie od 2006 r. odbywają się wspólne koncerty Chóru Nowodworskiego i Chóru Liceo Scientofico, pracującego pod batutą Enrico Dalia Corta. Dzięki tej współpracy, chór I LO śpiewał m.in. w bazylice św. Marka w Wenecji.
I LO gościło też chór Penn State University z Pensylwanii oraz zespoły z Austrii, Finlandii, Niemiec, Anglii Danii, Szwecji i Węgier.
| Kraj    | Miasto/instytucja                                | Wspólne koncerty                                                  |
| ------- | ------------------------------------------------ | ----------------------------------------------------------------- |
| Dania   | Svendborg Gymnasium                              | Kraków: 2010                                                      |
| Japonia | [środowisko muzyczne Japonii]                    | Hiroszima: 1999; Kraków: 2006, 2013, 2015                         |
| Niemcy  | Detmold/Detmolder Jugendorchester                | Kraków: 1996, 1998, 2000, 2002; Detmold: 1997, 1999, 2001, 2003   |
| Niemcy  | Frankfurt nad Menem/Gimnazjum Carl Schurz Schule | Kraków: 1988, 2006, 2008; Frankfurt: 1988, 1994, 2001, 2005, 2007 |
| USA     | Filadelfia/Germantown Academy                    | Kraków: 2007, 2011, 2015; Filadelfia: 2009, 2013                  |
| USA     | San Diego                                        | Kraków: 2007, 2008                                                |
| USA     | New Jersey                                       | Kraków: 2010                                                      |
| Włochy  | Feltre/Liceo Scientifico dal Piaz                | Kraków: 2006, 2008, 2010, 2012; Feltre: 2006, 2008, 2010, 2012    |

## Osiągnięcia
- 1995 – I miejsce w Festiwalu Artystycznym Młodzieży
- 1996:
  - Małopolski Konkurs Chórów w Niepołomicach – wyróżnienie
  - I miejsce w Festiwalu Artystycznym Młodzieży
- 1997 – Małopolski Konkurs Chórów w Niepołomicach – Srebrne Pasmo
- 1998 – Małopolski Konkurs Chórów w Niepołomicach – Srebrne Pasmo
- 1999 – Małopolski Konkurs Chórów w Niepołomicach – Złote Pasmo i Złota Lutnia (I miejsce)
- 2002 – Międzynarodowe Spotkania Chóralne z Pieśnią Maryjną „Ad Gloriam Dei” w Pińczowie – nagroda
- 2003 – Małopolski Konkurs Chórów w Niepołomicach – Złote Pasmo
- 2004:
  - Międzynarodowe Spotkania Chóralne z Pieśnią Maryjną „Ad Gloriam Dei” w Pińczowie – nagroda
  - Małopolski Konkurs Chórów w Niepołomicach – Złote Pasmo
- 2005 – Małopolski Konkurs Chórów w Niepołomicach – Srebrna Lutnia (II miejsce)
- 2007:
  - Małopolski Przegląd Kolęd i Pastorałek w Krakowie – I miejsce
  - Małopolski Konkurs Chórów w Niepołomicach – Złota Struna
  - Warszawski Międzynarodowy Festiwal Chóralny „Varsovia Cantus” – wyróżnienie dla dyrygenta Ryszarda Źróbka[2]
- 2008:
  - Ogólnopolski Konkurs Chórów a Cappella Dzieci i Młodzieży – Srebrny Kamerton (III miejsce)[3];
  - Małopolski Konkurs Chórów w Niepołomicach – Złota Struna (II miejsce)[4]
- 2009:
  - Małopolski Przegląd Kolęd i Pastorałek w Krakowie – III miejsce
  - Ogólnopolski Festiwal Pieśni Chóralnej „Kolędy i Pastorałki” w Myślenicach – I miejsce[5]
  - I Ogólnopolski Przegląd Pieśni Patriotycznej w Krakowie – Puchar Małopolskiego Kuratora Oświaty
- 2010:
  - Małopolskie Spotkania Kolędowe (kontynuacja Małopolskiego Przeglądu Kolęd i Pastorałek) w Krakowie – I miejsce
  - Małopolski Konkurs Chórów w Niepołomicach – Złota Struna (III miejsce)
  - Warszawski Międzynarodowy Festiwal Chóralny „Varsovia Cantat” – II miejsce oraz wyróżnienie dla dyrygenta Ryszarda Źróbka
- 2011:
  - Małopolskie Spotkania Kolędowe w Krakowie – I miejsce
  - Ogólnopolski Festiwal Pieśni Chóralnej „Kolędy i Pastorałki” w Myślenicach – II miejsce
- 2012:
  - XVIII Ogólnopolski Festiwal Kolęd i Pastorałek w Będzinie – I miejsce[6]
  - Małopolskie Spotkania Kolędowe w Krakowie – III miejsce

## Przedsięwzięcia
Jako chór szkolny, Chór Nowodworski zajmuje się oprawą uroczystości szkolnych. Uświetnia wszystkie ważne spotkania i konferencje, które odbywają się w gmachu I Liceum. Reprezentuje też szkołę poza jej murami. Co roku pierwszym występem nowo przyjętych pierwszoklasistów jest gala patriotyczna z okazji 11 listopada. W styczniu zaś tradycyjnie odbywa się koncert kolęd.
Chór Nowodworski wydał do tej pory trzy płyty CD: w 1999, 2004 i 2010 r. Co pewien czas chór daje pełnowymiarowe, ponad godzinne koncerty, będące podsumowaniem etapu pracy. Większość z nich odbywa się w Filharmonii Krakowskiej. Jednakże niektóre koncerty organizowane są w krakowskich kościołach, przede wszystkim w kościele Piotra i Pawła. Chór Nowodworski występuje samodzielnie albo wspólnie z innymi chórami-z Polski i ze świata. W 2011 r. wystąpił gościnnie w projekcie Projection Label Tigermaana, nagrywając wstawki do piosenki „In A Coma”.

## Repertuar
Repertuar Chóru I LO im. B. Nowodworskiego w Krakowie jest bardzo zróżnicowany. Większe utwory przez niego wykonywane są często bardzo dobrze znane szerokiej publiczności. 
| Rok      | Miejsce koncertu               | Zespół towarzyszący                                                                              | Utwór                                           |
| -------- | ------------------------------ | ------------------------------------------------------------------------------------------------ | ----------------------------------------------- |
| X 2002   | Kraków, Filharmonia Krakowska  | Detmolder Jugendorchester                                                                        | Carl Orff – „Carmina Burana” (cz. 1-5)          |
| 2003     | Detmold                        | Detmolder Jugendorchester                                                                        | Carl Orff – „Carmina Burana” (cz. 1-5)          |
| IV 2005  | Kraków, Filharmonia Krakowska  | Chór Akademii Muzycznej w Toruniu                                                                | Ariel Ramírez – „Misa criolla” (Msza kreolska)  |
| III 2007 | Kraków, Filharmonia Krakowska  | The Singing Patriots of Germantown Academy                                                       | Gabriel Fauré – „Messe de Requiem”              |
| I 2008   | Kraków, Filharmonia Krakowska  | Chór i orkiestra Carl-Schurz-Schule                                                              | melodie z musicali wytwórni Metro-Goldwyn-Mayer |
| VI 2008  | Kraków, Filharmonia Krakowska  | – (samodzielnie)                                                                                 | melodie z musicalu „Skrzypek na dachu"          |
| X 2008   | Kraków, Filharmonia Krakowska  | Chór Absolwentów I LO im. B. Nowodworskiego w Krakowie                                           | W.A. Mozart – „Te Deum laudamus” KV 141         |
| IV 2009  | Filadelfia, Germantown Academy | The Singing Patiots of Germantown Academy                                                        | L. van Beethoven – „Msza C-dur” op. 86          |
| III 2011 | Kraków, Filharmonia Krakowska  | The Singing Patriots of Germantown Academy                                                       | W.A. Mozart – „Missa brevis C-dur” KV 259       |
| XI 2012  | Kraków, Filharmonia Krakowska  | Chór Absolwentów I LO im. B. Nowodworskiego w Krakowie, orkiestra POSM im. F. Chopina w Krakowie | Carl Orff – „Carmina Burana” (cz. 1-5)          |
| IV 2013  | Filadelfia, Germantown Academy | The Singing Patiots of Germantown Academy                                                        | W.A. Mozart – „Missa brevis d-moll” KV 65       |

## Chór Absolwentów I LO „Kanon”
Od grudnia 2004 r. przy Nowodworku istnieje chór zrzeszający absolwentów tej szkoły. Powstał z inicjatywy byłych chórzystów, którzy zapragnęli kontynuować amatorską przygodę z muzyką po zakończeniu nauki w liceum. Chór „Kanon”, również pod batutą Ryszarda Źróbka, zrzesza ok. 35 absolwentów I LO. Koncertuje samodzielnie, a także z chórem szkolnym.
Udział w zajęciach chóru absolwenckiego jest dobrowolny. Na repertuar składają się muzyka cerkiewna, kościelna i rozrywkowa.